# Rambo (phim 2008)
Rambo (hay còn biết với tựa đề John Rambo hoặc Rambo IV) là một bộ phim hành động - chiến tranh Mỹ do Sylvester Stallone làm đạo diễn, biên kịch và thủ vai chính. Phim được công chiếu ra các rạp vào tháng 1 năm 2008. Đây là phim thứ tư trong loạt phim Rambo, có câu khẩu hiệu là Heroes never die.... They just reload (dịch tiếng Việt: Những anh hùng không bao giờ chết.... Họ chỉ đang nạp đạn).

## Nội dung
John Rambo trở lại Thái Lan từ Chiến tranh Afghanistan trong phần phim trước, anh sống bằng nghề bán rắn độc và lái thuyền máy đưa khách qua sông hằng ngày. Vùng của Rambo sống rất gần biên giới Miến Điện, quân đội chính phủ Miến Điện thường hay đi tàn sát những người dân tộc thiểu số Karen và chúng cũng không tha cho trẻ em hay súc vật.
Một ngày kia, có một nhóm người truyền giáo nhờ Rambo chở đến vùng biên giới để cứu trợ dân Karen. Lúc đầu Rambo có từ chối nhưng cô gái Sarah Miller đã thuyết phục anh đồng ý. Trên đường đi, thuyền của Rambo bị hải tặc chặn đường cướp bóc, Rambo liền lấy súng lục M1911 ra bắn chết bọn chúng. Hành động của Rambo khiến người đàn ông tên Michael Burnett cảm thấy khó chịu. Sau khi đưa những người truyền giáo đến nơi, Rambo quay về khúc sông cũ rồi lấy xăng đốt cháy chiếc thuyền hải tặc cũng như xác chết bọn hải tặc.
Nhóm truyền giáo vào ngôi làng Karen chưa được bao lâu thì quân Miến Điện tấn công vào, giết nhiều người và thiêu rụi ngôi làng. Thiếu tá Tint - chỉ huy quân Miến Điện - ra lệnh bắt sống Burnett, Sarah cùng vài người dân khác. Mười ngày trôi qua mà không thấy nhóm truyền giáo trở về, cha xứ của họ đến chỗ Rambo rồi nhờ anh chở năm người lính đánh thuê đi tìm nhóm truyền giáo. Năm người lính đánh thuê đó là Lewis, Reese, Diaz, En-joo và School Boy. Rambo được phân công ở lại thuyền nhưng vẫn lấy cung tên tiêu diệt vài tên lính Miến Điện giúp nhóm lính đánh thuê. Lewis sau đó chấp nhận cho Rambo tham gia nhiệm vụ giải cứu.
Khi đến doanh trại Miến Điện thì trời đã tối, cả nhóm chờ School Boy bắn tỉa bọn lính gác rồi mới lẻn vào giải cứu Burnett, Sarah và dân Karen. Sáng sớm, Thiếu tá Tint dẫn hơn 100 lính đuổi theo nhóm của Rambo. Một lượng lớn lính Miến Điện bị chết bởi quả mìn M18A1 Claymore của Rambo cài vào quả bom động đất cũ trong rừng. Lewis cùng vài người khác vừa ra đến bờ sông thì bị quân Miến Điện bắt trong khi Rambo, School Boy và Sarah vẫn chưa bị phát hiện.
Rambo nhảy lên một chiếc xe jeep rồi dùng súng máy Browning M2 trên xe nã đạn dữ dội vào quân Miến Điện đúng lúc chúng định xử tử nhóm của Lewis. Reese, Diaz, En-joo và Lewis cũng nhặt súng bắn hỗ trợ Rambo. Trong lúc đang giao chiến ác liệt với bất lợi nghiêng về phe Rambo do thua kém về số lượng thì quân du kích Karen đã đến cứu họ. Chỉ trong phút chốc, quân Miến Điện bị tiêu diệt gần hết, Thiếu tá Tint bị Rambo giết bằng dao rựa. Rambo đứng nhìn những người bạn một lúc rồi bỏ đi. Bộ phim kết thúc với cảnh Rambo trở về Mỹ, anh đi bộ trên con đường ở Bowie, tiểu bang Arizona.

## Diễn viên
- Sylvester Stallone vai John Rambo
- Julie Benz vai Sarah Miller
- Matthew Marsden vai School Boy
- Graham McTavish vai Lewis
- Tim Kang vai En-joo
- Rey Gallegos vai Diaz
- Jake La Botz vai Reese
- Paul Schulze vai Michael Burnett
- Supakorn Kitsuwon vai Myint
- Maung Maung Khin vai Thiếu tá Tint
- Aung Aay Noi vai Trung úy Aye
- Ken Howard vai Cha xứ Arthur Marsh
- Cameron Pearson vai Người truyền giáo
- Thomas Peterson vai Người truyền giáo
- Tony Skarberg vai Người truyền giáo
- James Wearing Smith vai Người truyền giáo
- Aung Theng vai Thủ lĩnh nhóm hải tặc

## Sản xuất
Rambo được bấm máy vào ngày 22 tháng 1 năm 2007 và đóng máy vào ngày 4 tháng 5 năm 2007. Phim được quay ở Chiang Mai, Thái Lan cũng như ở México và ở Mỹ.

## Tựa phim
Tựa chính thức ban đầu của bộ phim là John Rambo nhưng đã được đổi bởi vì Stallone nghĩ sẽ có nhiều khán giả nghĩ rằng đây là phim cuối cùng trong loạt phim Rambo (giống như trường hợp của Rocky Balboa). Ở nhiều quốc gia khác, tựa John Rambo được giữ lại cho phim này vì bộ phim Rambo đầu tiên (First Blood) đã được phát hành dưới tựa đề Rambo ở một số lãnh thổ.

## Doanh thu
Rambo công chiếu ở 2751 rạp phim tại Bắc Mỹ vào ngày 25 tháng 1 năm 2008; thu về 6,490,000 USD ngay trong ngày ra mắt; một tuần sau thì doanh thu trở thành hơn 18,200,000 USD. Đây là bộ phim thứ hai có doanh thu cao nhất sau một tuần công chiếu ở Mỹ và Canada, trước đó thì có phim Meet the Spartans.
Tổng doanh thu của Rambo là 113,244,290 USD; trong đó có 42,754,105 USD là từ Canada và Mỹ.